# Monti del Kalar
I Monti del Kalar o Kalarskij (in russo Каларский хребет Kalarskij chrebet?) sono una catena montuosa della Siberia Orientale meridionale situata nel Territorio della Transbajkalia e nell'Oblast' dell'Amur, in Russia.
La parte sud-occidentale della catena, situata presso il corso inferiore del fiume Kalar (che dà il nome ai monti), è chiamata cresta Nižnekalarskij (Нижнекаларский хребет), ovvero "monti del Kalar Inferiori".

## Geografia
La catena montuosa, che fa parte dell'Altopiano Stanovoj, si trova nella Dauria settentrionale. Si estende per circa 350 km dal fiume Vitim a sud-ovest all'Olëkma a nord-est. Il crinale è largo dai 30 ai 50 km. La vetta più alta è il Skalistyj Golec (2 519 m).
Sulle pendici del crinale cresce la taiga di larici; oltre questa quota si stende la tundra di montagna. I monti  sono costituiti prevalentemente da graniti e metamorfiti. Sono presenti giacimenti di minerali di rame.